# Długie Jezioro (Równina Drawska)
Długie Jezioro(także Jezioro Spokojne) – jezioro na Równinie Drawskiej, położone w województwie zachodniopomorskim, w powiecie choszczeńskim, w gminie Bierzwnik, w Puszczy Drawskiej. 
Powierzchnia zbiornika wynosi 20,77 ha. Jezioro ma maksymalną głębokość równą 4,7 m. 
Zbiornik znajduje się w zlewni Mierzęckiej Strugi. Jezioro ma wydłużony kształt o przebiegu południkowym.
Długie Jezioro jest otoczone lasem Puszczy Drawskiej. Na północnym brzegu jeziora leży leśniczówka Dołżyna.